# Hypselodoris confetti
Hypselodoris confetti (лат.) — вид ярко окрашенных брюхоногих моллюсков семейства Chromodorididae из отряда голожаберных (Nudibranchia). Обитают в Тихоокеанской области.
Название H. confetti происходит от итальянского слова confetti, что означает сладости, имея в виду разноцветные конфеты, которые бросали людям на итальянских карнавалах. В XIX веке это слово использовалось для обозначения ярко раскрашенных кусочков бумаги, разбрасываемых во время парадов. Этот вид имеет яркие синие, жёлтые и чёрные пятна, напоминающие конфетти.

## Таксономия
Вид был впервые описан в 2018 году под названием Hypselodoris confetti Gosliner & Johnson, 2018.

## Описание
Hypselodoris confetti ранее путали с Hypselodoris kanga. У него белое или серое полупрозрачное тело, покрытое крупными жёлтыми пятнами и более мелкими сине-чёрными пятнами. Тёмно-синие пятна по краю мантии часто вытянуты в пятна под прямым углом к краю и имеют диффузный ореол ярко-синего цвета вокруг них. Жабры имеют линии на внешних краях, которые имеют фиолетовый оттенок, переходящий в синий, а затем в красный на кончиках. На уплощённом внешнем лице вертикальный ряд круглых жёлтых пятен. Ринофоры имеют ярко-красные булавы и сине-фиолетовые основания. Hypselodoris roo почти идентичен, но имеет белые пятна на внешних жаберных поверхностях, которые полностью окаймлены оранжево-красным. Этот вид может достигать общей длины не менее 35 мм.

## Распространение
Этот голожаберный моллюск был описан с острова Сиар, Маданг (Папуа-Новая Гвинея, 5.183333° ю.ш. 145.80667° в.д.). О нём сообщается из Индонезии, Папуа-Новой Гвинеи, Филиппин и Гонконга.

## Сходные виды
- Hypselodoris tryoni
- Hypselodoris variobranchia
- Hypselodoris maritima
- Goniobranchus leopardus